# Делрой Фейсі
Делрой Майкл Фейсі (англ. Delroy Michael Facey; нар. 22 квітня 1980, Гаддерсфілд, Йоркшир, Англія) — гренадський та англійський футболіст, виступав на позиції нападника. У квітні 2015 року Делрой був відсторонений на два з половиною роки від футболу за участь у договірних матчах.

## Клубна кар'єра

### «Гаддерсфілд Таун»
Фейсі розпочав футбольну кар'єру у «Гаддерсфілд Таун», з квітня 1996 року мав юніорський контракт, а в травні 1997 року підписав перший професіональний договір у кар'єрі. Згодом став регулярним гравцем основного склуду, в чемпіонаті зіграв понад 50 матчів, в яких відзначився 15-а голами. Гравцем основи у команді рідного міста став у сезоні 1998/99 року. Більшість своїх матчів проводив після виходу з лави запасних, допоки в грудні 2000 року Лу Макарі не надав йому можливість вийти у стартовому складі «Гаддерсфілду». Справжній прорив у кар'єрі у кар'єрі Делроя відбувся в сезоні 2000/01 років, в якому він відзначився 10-а голами в 21-у матчі у стартовому складі та 1-у з лави запасних, розділивши, таким чином, звання найкращого бомбардира команди з Кевіном Галленом. У сезоні 2001/02 років зіграв 15 матчів за «городян» у чемпіонаті, після чого підписав контракт з представником англійської Прем'єр-ліги «Болтон Вондерерз».

### «Болтон Вондерерз»
19 червня 2002 року Фейсі погодив 2-річний контракт з «Болтон Вондерерз». Оскільки Делрой ще не досяг 24-річного віку на момент переходу, згідно з правилом Босмана, «Гаддерсфілд» мав право розраховувати на компенсацію за підготовку гравця; трибунал, який відбувся 15 серпня 2002 року, вирішив, що «Болтон Вондерерз» повинен заплатити 100 000 фунтів стерлінгів за перехід Делроя, а також по 50 000 фунтів стерлінгів за кожні п'ять матчів (проте не більше, ніж за 25), які він зіграє в клубі, а клуб столичний клуб повинен був перерахувати 15% від бідь-якої суми трансферу, отриманої після відходу Делроя з «Болтона».
Після 10 зіграних матчів та 2-х голів за «Болтон» у Прем'єр-лізі, Еллердайс вирішив, що молодий центрфорвард ще не готовий до виступів за першу команду лондонців та вирішив віддати його в оренду спочатку в «Бредфорд Сіті» (де він відзначився голом у дебютному для себе поєдинку у воротах «Вімблдона»), а потім до «Бернлі» в сезоні 2002/03 років. Виступаючи у двох вище вказаних клубах Фейсі демонстрував свою силу та швикість, відзначився 6-а голами, зокрема став автором хет-трика в переможному (3:1) для «Бернлі» домашньому поєдинку проти «Волсолла».

### «Вест-Бромвіч Альбіон»
Проте переконати керівництво «Болтона» залишити себе в команді та надати місце в стартовому складі в першій команді не зумів, тому в січні 2004 року перейшов до «Вест-Бромвіч Альбіон». Проте й тут мав обмежену кількість ігрового часу, вийшов на поле в стартовому складі лише двічі, а по завершенні короткострокового контракт виявився непотрібним для «Альбіон» та залишив команду.

### «Галл Сіті»
Після цього підписав 1-річний контракт з «Галл Сіті».
26 листопада 2005 року підписав 1-місячну оорендну угоду з «Гаддерсфілд Таун». Після невдалого та короткочасного перебування на «Галфарм стедіум» залишив команду.

### «Олдем Атлетік»
24 березня 2005 року приєднався до «Олдем Атлетік», підписавши 1,5-річну угоду з клубом.

### «Транмер Роверз»
31 серпня 2005 року перейшов до «Транмер Роверз», підписавши контракт до завершення сезону 2005/06 років. У дебютному сезоні на «Прентон Парк» регулярно виходив на поле, відзначився 8-а голами в чемпіонаті.

### «Ротергем Юнайтед»
По завершенні сезону 2005/06 років керівництво «Транмер» вирішило не продовжувати контракт з центрфорвардом, тому Фейсі підписав контракт з клубом Першої футбольної ліги «Ротергем Юнайтед». Своєю грою додав потужності атаці «Ротергему», відзначився 11-а голами в 36 матчах чемпіонату. У березні 2007 року набрав прекрасну форму, відзначився 4-а голами в 3-х матчах поспіль.

### «Джиллінгем»
20 червня 2007 року президент Пол Скаллі підтвердив, що Делрой підписав контракт з «Джиллінгем». Проте 27 березня 2008 року до завершення сезону Фейсі перейшов в оренду до клубу «Вікем Вондерерз». Відзначився голом в останньому турі чемпіонату у воротах свого колишнього клубу «Бредфорд», чим допоміг своєму клубу кваліфікуватися до плей-оф, у півфіналі якого відзначився голом у воротах «Стокпорт Каунті», проте для виходу до фіналу цього виявилося замало. 5 червня 2008 року «Джиллінгем» виставив Делроя на трансфер, а через два місяці сторони домовилися про розірвання угоди. Того ж дня центрфорвард залишив команду.

### «Ноттс Каунті»
Після цього підписав контракт з клубом «Ноттс Каунті» з Другої футбольної ліги. Дебютував за «Каунті» в поєдинку проти «Бредфорд Сіті», клуб в якому Делрой виступав в оренді, в програному (1:2) поєдинку першого туру чезону 2008/09 років.
У листопаді 2009 року Фейсі перейшов в оренду в «Лінкольн Сіті», відзначившись першим та єдиним голом за «Сіті» в поєдинку проти «Честерфілдом». Оренда завершилася 2 січня 2010 року.
19 березня 2010 року фанати «Ноттс Каунті» оголосили «Днем Делроя Фейсі». Однак, оскільки не було подано жодного офіційного запиту до Ноттінгемської міської ради чи парламенту, цей день не отримав жодного правового статусу, і не може бути офіційно оголошений таким. У 2010 році допоміг «Ноттс» виграти Другу футбольну ліги.
10 травня 2010 року було оголошено, що Делрой разом з 7 іншими гравцями клубу отримали статус вільного агента.

### «Лінкольн Сіті»
У липні 2010 року підписав угоду з «Лінкольн Сіті». У березні того ж року, вивихнув плече, травму, через яку нападник пропустив решту сезону. Ця травма негативно вплинула на «Лінкольн», оскільки Фейсі на той час був капітаном команди та головним натхненником її атак. 15 січня знову одягнув капітанську пов'язку, на поєдинок проти свого колишнього «Вікомб». «Лінкольн» поступився у тому поєдинку, після чого опустився на останнє місце в Лізі 2. Делрой продовжував бути капітаном, а «Сіті» виграли наступні 8 з 15-и поєдинків і фінішували в турнірній таблиці на 14-у місці. Після травми плеча в на останніх поєдинках проти «Маклсфілда», проте, пропустивши решту сезону, результативність «Лінкольна» різко погіршилося, «городяни» набрали лише один очко з решти десяти матчів, після останнього поєдинку чемпіонату вилетів до нижчого дивізіону.
У травні 2011 року йому не запропонували новий контракт, а після вильоту «Лінкольн Сіті» разом з іншими гравцями залишив команду.

### «Герефорд Юнайтед»
17 червня 2011 року підписав 1-річний контракт з «Герефорд Юнайтед». Після пониження «Герефорда» в класі, Фейсі не запропонували новий контракт.

### «Альбіон Спортс»
По ходу сезону 2013/14 років Делрой перейшов до «Альбіон Спортс», який не виступав у жодній з ліг чемпіонату Англії.

## Кар'єра в збірній
У 2009 роц Делрой отримав виклик від Гренади, разом з якою вирушив на підготовку до Золотого кубку КОНКАКАФ 2009. Готувався вийти в стартовому складі в товариському поєдинку проти Панами, проте через організаційні проблеми Гренада виявилася не готовою до матчу, який зрештою було скасовано. Згодом потрапив до фінальної заявки Гренади на Золотий кубок і дебютувава у збірній 8 липня в другому турі групового етапу проти Гондурасу. Делрой отримав право виступати за Гренаду завдяки своїй матері, яка народилася на цьому острові. Також мав право виступати за Ямайку (місце народження батька), Тринідад і Тобаго (місце народження одного з дідусів), навіть отримав виклик від «Реггі Бойс», який не зміг прийняти через зламану щиколотку. Окрім зіграних матчів за збірну, на Карибському кубку 2010 відзначився двома голами у воротах Сент-Кіттсу і Невісу.

## Особисте життя
Старший брат, Денні, також нападник, виступає в Англії, зіграв декілька матчів за збірну Гренади.
Півзахисник «Порт Вейл» та збірної Монсеррату Ентоні Гріффіт є кузеном Денні.
За чутками, у березні 2010 року був помічений у бійці в Гаддерсфілді. Після допиту у поліції проти нього не було пред'явлено жодних обвинувачень, і він був звільнений. Президент «Ноттс Каунті» Рей Трю з цього приводу заявив, що Фейсі опинився «в поганому місці в поганий час».
У листопаді 2013 року Фейсі був заарештований, разом з п'ятьма іншими футболістами, за підозрою в грі в матчах з фіксованим результатом. У квітні 2015 року, Делрой, разом з Мозесом Свейбу, постав пере Бірмінгемським королівським судом у зв'язку з звинуваченням в участі в договірних матчах. 29 квітня 2015 року Фейсі був визнаний винним в участі в договірних матчах та був ув'язнений на два з половиною роки.